# دومينغو أورتيغا
دومينغو أورتيغا (بالإسبانية: Domingo Ortega)‏ هو ماتادور إسباني، ولد في 25 فبراير 1906 في بروج (طليطلة) في إسبانيا، وتوفي في 8 مايو 1988 في مدريد في إسبانيا.

## وصلات خارجية
- دومينغو أورتيغا على موقع الموسوعة البريطانية (الإنجليزية)